# Henric I de Brabant
Henric I de Brabant (n. 1165 – d. 5 septembrie 1235, Köln) (supranumit "cel Curajos") a fost duce de Brabant de la 1183 și duce de Lorena din 1190 până la moarte.

## Biografie
Henric s-a născut probabil în Leuven și a fost fiul contelui Godefroi al III-lea de Leuven, duce de Lorena Inferioară și landgraf de Brabant, cu Margareta de Limburg.
El a fost unul dintre principalii participanți la cruciada inițiată de împăratul Henric al VI-lea de Hohenstaufen, căreia i s-a raliat la jumătatea anului 1197. În octombrie al aceluiași an, Henric a luat parte la recucerirea Beirutului de către cruciați, după care s-a deplasat la Jaffa: cu toate acestea, înainte de recucerirea acestui oraș, a sosit vestea morții regelui Ierusalimului, Henric al II-lea de Champagne, drept pentru care Henric de Brabant s-a întors în Acra. Aici, el a activat ca regent până la sosirea noului rege, Amalric al II-lea.
În 1208, după asasinarea lui Filip de Suabia, regele romanilor și pretendent la coroana imperială, Henric a fost propus ca succesor de către regele Filip August al Franței. În războiul care a urmat, Henric a luat însă partea împăratului Otto de Braunschweig, cei doi fiind în cele din urmă înfrânți de către Filip August în bătălia de la Bouvines din 1214.
În 1213, Henric a suferit o grea înfrângere și din partea episcopatului de Liège în bătălia de la Steppes.
Sub Henric I, a existat o poilitică și o strategie de urbanizare a regiunii Brabant. Atenția pe care el a acordat-o s-a concretizat prin extinderea spațiului orășenesc și prin edificarea de noi orașe, toate acestea slujind ca un instrument în organizarea politică a zonei. Printre orașele cărora ducele le-a acordat drepturi civile și comerciale se numără și 's-Hertogenbosch.
Henric a murit la Köln în 1235, fiind apoi înmormântat la biserica Sfântului Petru din Leuven.

## Căsătorii
Henric a fost căsătorit cu Matilda de Boulogne (Matilda de Flandra), fiică a contesei Maria I de Boulogne și a lui Matei de Alsacia în 1179, având cu aceasta șapte copii:
- Maria (n. cca. 1190 – d. mai 1260), căsătorită în Maastricht după 19 mai 1214 cu împăratul Otto al IV-lea de Braunschweig; recăsătorită în iulie 1220 contele Willem I de Olanda
- Adelaida (n. cca. 1190), căsătorită în 1206 cu contele Arnulf de Loos; recăsătorită în 3 februarie 1225 cu contele Guillaume al X-lea de Auvergne (n. cca. 1195–d. 1247); recăsătorită înainte de 21 aprilie 1251 cu Arnold van Wesemaele (d. după 1288)
- Margareta (n. 1192–d. 1231), căsătorită în ianuarie 1206 contele Gerard al III-lea de Geldern (d. 22 octombrie 1229)
- Matilda (n. cca. 1200 – d. 22 decembrie 1267), căsătorită în Aachen în 1212 cu contele Henric al VI-lea de Palatinat (d. 1214); recăsătorită în 6 decembrie 1214 cu contele Floris al IV-lea de Olanda
- Henric al II-lea de Brabant (n. 1207–d. 1248), căsătorit prima dată înainte de 22 august 1215 cu Maria de Hohenstaufen; recăsătorit în 1240 cu Sofia de Thuringia
- Godefroi (n. 1209 – d. 21 ianuarie 1254), senior de Gaesbeek, căsătorit cu Maria van Oudenaarde
- un alt copil, al cărui nume și al cărui sex nu sunt cunoscute

După moartea primei soții, Henric I s-a recăsătorit în 22 aprilie 1213 la Soissons cu Maria, fiica regelui Filip al II-lea al Franței, cu care a avut alți doi copii:
1. Isabela (Elisabeta) (d. 23 octombrie 1272), căsătorită în Leuven la 19 martie 1233 cu contele Dietrich de Cleves, senior de Dinslaken (n. cca. 1214–d. 1244); recăsătorită în 1246 contele Gerard al II-lea de Wassenberg (d. 1255)
2. Maria, decedată de tânără